# Armida (Rossini)
Armida là vở opera 3 màn của nhà soạn nhạc người Ý Gioachino Rossini. Tác phẩm này được viết lời tiếng Ý (Dramma per musica) bởi Giovanni Federico Schmidt, dựa trên các cảnh của vở Gerusalemme liberata của Torquato Tasso. Tác phẩm được trình diễn lần đầu tiên tại Teatro San Carlo, Napoli vào ngày 11 tháng 11 năm 1817.